# Prix science ouverte du logiciel libre de la recherche
 (avril 2024).
Le Prix science ouverte du logiciel libre de la recherche est une récompense scientifique française décernée depuis 2022.
Le prix s'inscrit dans le cadre du deuxième Plan national pour la science ouverte et récompense des projets, des équipes et des jeunes chercheurs et chercheuses engagés dans des pratiques exemplaires de gestion, de diffusion et de réutilisation des données de la recherche. Il est remis par le ministère de l’Enseignement supérieur et de la Recherche.
Le prix comporte quatre catégories :
- La catégorie "Scientifique et technique"
- La catégorie "Communauté"
- La catégorie "Documentation"
- La catégorie "coup de cœur du jury"[2]

## Lauréats
| Année | Catégorie "Scientifique et technique" | Catégorie "Communauté" | Catégorie "Documentation" | Catégorie "coup de cœur du jury" | Références |
| ----- | --- | --- | --- | --- | ---------- |
| 2022  | - Rocq, logiciel assistant de preuve - Accessit : Alliance/Coriolis VLSI CAD Tools, un outil de placement et de routage de circuits intégrés sur silicium            | - Scikit-learn, une bibliothèque libre Python destinée à l'apprentissage automatique - Accessits : - Vidjil, plateforme logicielle d’analyse de séquences d’ADN des globules blancs - WebObs, outil d'observation en temps-réel pluridisciplinaire utilisé dans le cadre de l’observation de phénomènes naturels. | - FAUST, langage de programmation utilisé dans le domaine de la recherche en informatique musicale, en particulier pour la synthèse sonore, le traitement du signal et les lutheries numériques. - Accessit: - OpenVibe, logiciel pour les neurosciences qui permet d'acquérir, filtrer, traiter, classer et visualiser les signaux cérébraux en temps réel. | - Gammapy, logiciel d'analyse des données astrophysiques issues de télescopes d'astronomie gamma - Accessits : - Gama Platform, une plate-forme de simulation avec un environnement de développement intégré complet de modélisation et de simulation - SPPAS, logiciel de linguistique computationnelle et de linguistique de corpus. | [ 4 ]      |
| 2023  | - Smilei, simulation numérique Particle-in-cell pour la physique des plasmas. - Accessit: PPanGGOLiN, logiciel de bioinformatique destiné à l’analyse de pangénomes. | - OCaml, langage de programmation fonctionnelle. - Accessit: NoiseCapture, application collaborative qui permet de mesurer les niveaux sonores. | - Brian, simulateur de réseaux de neurones biologiques à impulsions. - KeOps, bibliothèque permettant de manipuler des matrices larges. | - Hyphe, logiciel pour créer, nettoyer et catégoriser des « corpus web » sous la forme de réseaux de liens entre sites web. - Fink, ensemble de services pour la communauté en astrophysique permettant l’étude des phénomènes variables et transitoires.                                                                              | ,          |